# 乔治-路易·勒克莱尔·德·布丰
布豐伯爵喬治-路易·勒克萊爾（法語：Georges-Louis Leclerc, Comte de Buffon，1707年9月7日—1788年4月16日），其爵位又譯蒲豐、比豐，是法國启蒙时代博物學家、數學家、生物學家、作家。布豐的思想影響了之後兩代的博物學家，包括達爾文和拉馬克。更被譽為“18世紀后半葉的博物學之父”。

## 生平
他生於蒙巴爾，其父邦雅曼·弗朗索瓦·勒克萊爾（Benjamin François Leclerc）是第戎和蒙巴爾的領主。十歲時入讀耶稣会。1723年遵循父命，修讀法律。但布豐在學校的成績平平，沒有潛質於法律界發展。於是，1728年的他進入昂热大學修讀數學及其他科目如醫學和植物學。
他曾和加布里爾·克拉默通信，內容包括力學、幾何、概率、數論和微積分。
1730年他參與了一場爭執，被逼離開大學。他展開一趟歐洲之旅，直到其母逝世。
之後他搬到巴黎，認識了伏爾泰和其他知識分子。27歲時加入法國科學院。1739年7月，其被任命為巴黎御花園（後來的巴黎植物园）管理員。期間他將這個皇室花園變成研究中心兼博物館，而公園面積和裏面的植物品種亦大大增加。1752年布丰與勃艮第貴族出身的瑪麗-弗朗索瓦丝（Marie-Françoise de Saint-Belin-Malain）結婚，但其妻在1769年逝世。1772年布丰病重，此時，法國國王將他的官銜提升為伯爵領，後來他的兒子繼承了爵位。1782年布丰當選為美國文理科學院院士。1788年4月布丰逝世。

## 貢獻
布豐在博物學上的作品包括《论自然史的研究方法》（Discours sur la manière d'étudier et de traiter l'histoire naturelle）、《地球论》（Théorie de la terre）、《动物史》（Histoire des animaux）和《自然通史》（Histoire naturelle, générale et particulière）（1749-88年：原定出版50卷，生前出版了36卷，布豐死後由拉塞佩德出版了8卷）。該書包含了當時欧洲所有有關自然界的知識。
布豐注意到不同地区相似环境中生物种群可以有不同特征，被认为最早引入了生物地理学的概念和原理。布豐研究了人和猿的相似之處，以及兩者來自同一個祖先的可能性。布豐的作品對現代生態學的影響深遠。
概率論上的布豐投針問題以他命名。
在《各个自然时代》（Les époques de la nature）（1778年）中，布豐探討了太陽系的起源，猜測行星是由太陽和彗星碰撞而成的。他提出地球的年齡大大長於教會聲稱的六千年，根據鐵的冷卻率，他推論地球年齡應為75,000年，因而受到天主教教會譴責，其書籍被焚燒。
布豐曾發表理論，認為美洲的自然環境不及歐亞大陸，當地沒有強大的生物，甚至人也不及歐洲的強壯，因為當地滿是濕地和繁密的森林。
在《关于自由方格游戏的报告》（Memoire sur le jeu de franc-carreau）中，他將微積分這個工具引入概率論。
他將牛頓的和斯蒂芬·黑尔斯的《植物静力学》（Vegetable staticks）譯成法語。